# Moshe Ya'alon
Moshe Ya'alon, nato Moshe Smilansky (in ebraico משה יעלון; Haifa, 24 giugno 1950), è un politico e generale israeliano, ministro della difesa di Israele dal 18 marzo 2013 al 30 maggio 2016. È stato, inoltre, capo di stato maggiore generale delle forze di difesa israeliane (IDF).

## Biografia
Ya'alon nacque nel 1950 da immigrati ucraini a Haifa come Moshe Smilansky. Il padre, David Smilansky, era un agricoltore che si era spostato nell'allora mandato britannico della Palestina dall'Ucraina nel 1925 ed aveva militato nelle file dell'Haganah e della Brigata Ebraica. La madre, Batya Silber, era una sopravvissuta all'olocausto che aveva combattuto con i partigiani contro i nazisti durante la seconda guerra mondiale; era poi emigrata in Palestina nel 1946.
Ya'alon crebbe a Kiryat Haim, un sobborgo operaio di Haifa. Fu attivo nel movimento giovanile "HaNoar HaOved VeHaLomed" in seno al sionismo socialista e si aggregò al gruppo paramilitare "Ya'alon", nome che ispirò il cognome adottato successivamente.
In seguito si spostò nel kibbutz Grofit, nei pressi di Eilat. Nel 1968 cominciò il servizio militare nelle forze di difesa israeliane (IDF) e fu inquadrato nella Brigata Nahal. Terminò il servizio nel 1971.

### Carriera militare
Nel 1973 Ya'alon fu richiamato come riservista durante la guerra del Kippur. Il 15 ottobre 1973 la sua unità fu la prima ad attraversare il canale di Suez ed entrare in Egitto e nel corso della guerra contribuì all'accerchiamento della Seconda Armata egiziana, completato il 23 ottobre.
Terminato il conflitto Ya'alon tornò tra le file dell'IDF come soldato di professione e completò il corso ufficiali. Fu quindi nominato comandante di plotone ed in seguito comandante alla scuola ufficiali. Nel 1978 fu nominato comandante di unità nella brigata paracadutisti.
Durante la guerra del Libano del 1982 comandò un'unità della Sayeret Matkal, le forze speciali delle IDF. In seguito tornò nella brigata paracadutisti e fu nominato comandante dell'890º battaglione "Echis". Fu in questo periodo che fu ferito ad una gamba nel corso di un'operazione contro milizie di Hezbollah in Libano.
Nel 1986 si concesse un anno sabbatico per studiare alla scuola militare del British Army a Camberley, nel Regno Unito. Al suo rientro fu promosso al grado di colonnello e nominato comandante della Sayeret Matkal. Nel corso del suo mandato le unità sotto il suo comando ricevettero diversi riconoscimenti, tra cui quattro distinzioni d'onore militari.
Al termine di questo periodo, Ya'alon studiò all'Università di Haifa, dove conseguì un Bachelor of Arts in scienze politiche, e seguì un corso per corpi corazzati.
Nel 1990 fu nominato comandante della brigata paracadutisti e, due anni più tardi, comandante della divisione Judea e Samaria. Fu in questo periodo, il 10 dicembre 1992, che Ya'alon uccise un militante del Movimento per il Jihad Islamico in Palestina armato di bomba a mano, dopo che questi aveva ucciso un agente dello Yamam durante le operazioni di arresto.
Nel 1993 divenne comandante della base di addestramento delle IDF e comandante di una divisione corazzata. Nel 1995 fu promosso al grado di maggiore generale e nominato capo dell'intelligence militare. Nel 1998 divenne comandante del comando centrale, al tempo dello scoppio della seconda intifada.
Il 9 luglio 2002 fu nominato capo di stato maggiore generale (Ramatkal) delle IDF e mantenne la posizione fino al 1 giugno 2005. Nel corso del mandato l'impegno principale fu profuso nel sedare la seconda intifada, culminato con l'operazione Scudo difensivo del 2002. Nel febbraio del 2005 il ministro della difesa Shaul Mofaz decise di non prolungare il mandato di Ya'alon di un altro anno, inasprendo le tensioni sorte con la critica di Ya'alon al piano di disimpegno unilaterale israeliano da Gaza. Il 1 giugno 2005 Ya'alon si ritirò dall'esercito e la posizione di capo delle forze armate di Israele fu assegnata a Dan Halutz.

### Dopo la carriera militare
Terminata la carriera militare, Ya'alon fu membro del think tank The Washington Institute for Near East Policy e del Adelson Institute for Strategic Studies  presso il "Centro Shalem" di Gerusalemme.
Fu inoltre presidente del centro per l'identità e la cultura ebrea presso la Beit Morasha di Gerusalemme.

### Carriera politica
Il 17 novembre 2008 Ya'alon annunciò la sua adesione al Likud e l'intenzione di partecipare alle primarie per la selezione dei candidati del Likud alle elezioni del 2009. Ya'alon si classificò ottavo nella lista del partito e fece il suo debutto nella Knesset avendo il Likud conquistato 27 seggi. Con la formazione del governo Netanyahu II, Ya'alon fu nominato ministro degli affari strategici e vice primo ministro (assieme a Silvan Shalom).
Il 17 marzo 2013 fu nominato ministro della difesa in sostituzione di Ehud Barak. Ya'alon subito assicurò piena aderenza alle politiche del partito compreso il sostegno agli accordi di Oslo; in seguito tuttavia ammise "il proprio errore"
Come ministro della difesa, Ya'alon sostenne la continuazione della produzione e acquisto dei carri armati Merkava per le IDF, nonostante le limitazioni di budget e le considerazioni se i carri armati fossero ancora determinanti nei moderni scenari di guerra. Inoltre durante il suo mandato fonti straniere affermarono che diversi attacchi aerei erano stati effettuati dalle forze aeree israeliane contro depositi di armi in Siria prima che potessero essere trasferiti ad Hezbollah.
Nel gennaio 2015 Ya'alon fu oggetto di un'aspra critica da parte del leader del movimento anti-assimilazione Lehava, Ben-Zion Gopstein, dopo che il ministro della difesa aveva espresso l'intenzione di classificare il movimento estremista come organizzazione terroristica. Ya'alon ordinò allo Shin Bet e al ministero della difesa di raccogliere le prove richieste per la classificazione del gruppo che si rifà all'ideologia estremista della Lega di Difesa Ebraica di Meir Kahane. Tre membri dell'associazione furono arrestati nel 2014 per in incendio doloso e scritte anti-arabe ai danni della scuola bilingue "mano nella mano" (Yad B'Yad) di Gerusalemme; Gopstein fu arrestato successivamente, assieme ad altri membri del Lehava, per istigazione all'odio. Tuttavia, lo Shin Bet dichiarò che non ci fossero gli estremi per dichiarare illegale l'organizzazione.
Nel febbraio 2015 Ya'alon si espresse in merito alla questione dei matrimoni tra persone dello stesso sesso, in particolare promettendo di favorire i diritti LGBT in Israele e le unioni di coppie dello stesso sesso come unità familiare.

### Vita privata
Ya'alon è sposato e ha 3 figli. Vive con la moglie a Modi'in-Maccabim-Re'ut sul confine tra Israele e la Cisgiordania.

## Procedimenti giudiziari
Nel dicembre del 2005 i parenti delle vittime del bombardamento della base ONU a Qana del 1996, perpetuato durante l'operazione Grappoli d'ira in Libano, intentarono una causa contro Ya'alon a Washington per il suo presunto ruolo nella loro morte. All'epoca dei fatti Ya'alon era a capo dell'intelligence militare e secondo l'accusa partecipò alla decisione di bombardare la base ONU. Il 14 dicembre 2006 il giudice respinse il caso, in quanto all'epoca dei fatti godeva dell'immunità prevista dal Foreign Sovereign Immunities Act (FSIA). I parenti delle vittime fecero ricorso ma il tribunale del Distretto della Columbia respinse nuovamente il ricorso chiudendo il caso il 15 febbraio 2008.
Nel tardo 2006, quando Ya'alon era in viaggio in Nuova Zelanda per una raccolta fondi a favore del Fondo Nazionale Ebraico, il giudice Avinash Deobhakta del tribunale di Auckland emise un mandato di arresto a carico di Ya'alon per presunti crimini di guerra risultanti dal suo ruolo nell'assassinio del leader di Hamas Salah Shahada, ucciso nel corso di un omicidio mirato nel luglio 2002. Nel caso specifico, l'edificio in cui Shahada si trovava fu centrato da una bomba da una tonnellata sganciato da un caccia israeliano F16; l'esplosione in una zona densamente popolata di Gaza causò la morte di 14 civili palestinesi. Secondo l'accusa la Nuova Zelanda aveva un obbligo di procedimento giudiziario per quanto previsto dalle convenzioni di Ginevra. Il procuratore generale Michael Cullen, tuttavia, respinse la richiesta di emissione del mandato di arresto, sostenendo che le prove a carico di Ya'alon fossero insufficienti. Ya'alon poté quindi lasciare la Nuova Zelanda.
Preoccupato per una simile procedimento sempre relativo ai fatti del 2002, Ya'alon cancellò un viaggio nel Regno Unito il 5 dicembre 2009, perché paventava un possibile arresto con l'accusa di crimini di guerra intrapresa da un'Alta Corte spagnola.

## Controversie

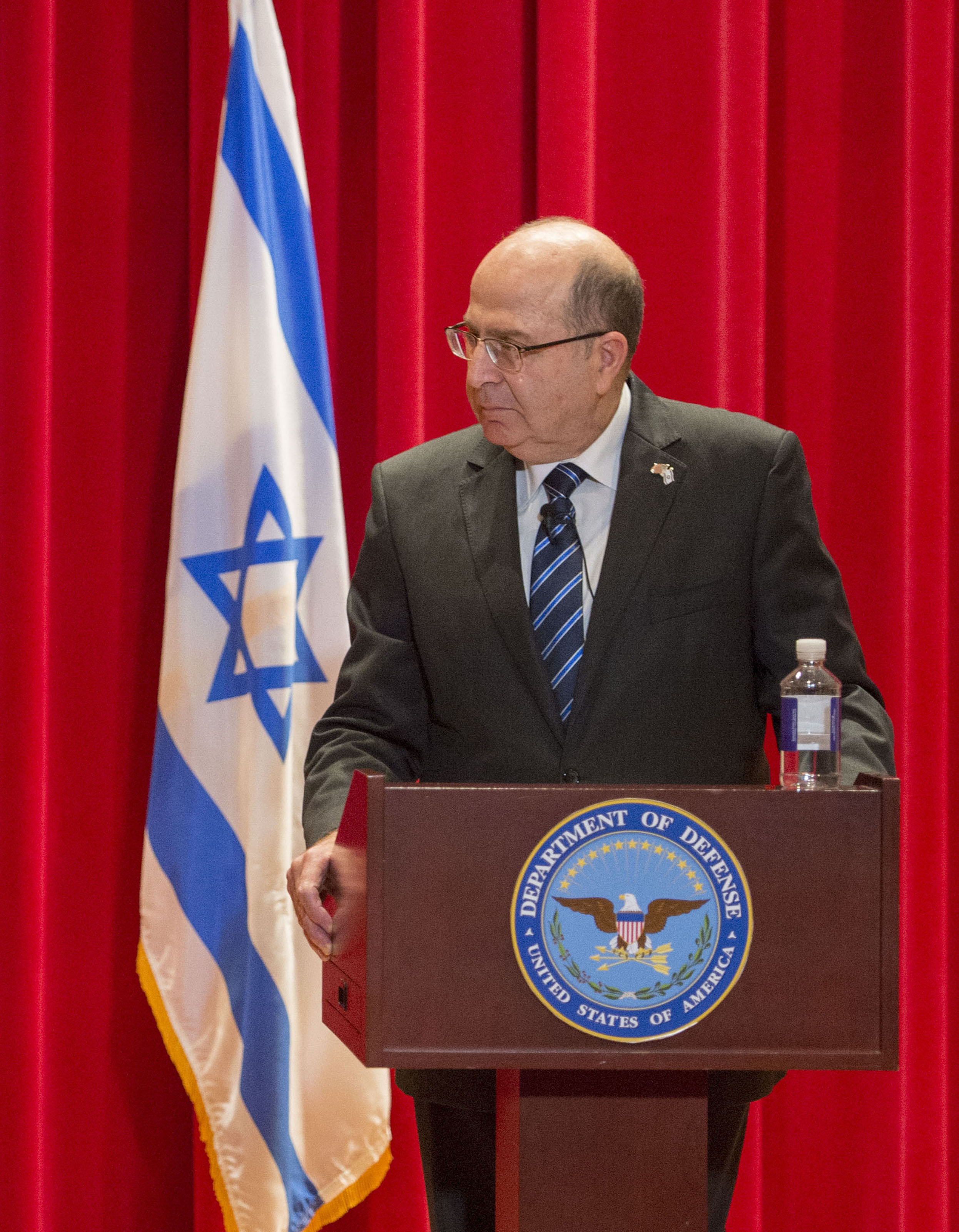
Ya'alon nell'ottobre 2015, dopo un incontro con Ashton Carter.

### La minaccia palestinese come un cancro
Alcune affermazioni di Ya'alon hanno ricevuto critiche, soprattutto quelle attinenti alla questione palestinese. Il 27 agosto 2002 affermò al quotidiano Haaretz:
(Moshe Ya'alon, intervista al Haaretz del 27 agosto 2002)
Nel gennaio del 2004 affermò pubblicamente che tredici soldati della Sayeret Matkal che si erano rifiutati di operare nei territori palestinesi occupati "stavano nominando il nome della loro unità invano".

### Confronto con l'Iran
Nel gennaio del 2008, nel corso di una discussione al Centro Interdisciplinare Herzliya, affermò che:
(Moshe Ya'alon, intervista al The Sydney Morning Herald del 24 novembre 2008)

### L'incidente di "Peace Now"
Nell'agosto del 2009 Ya'alon visitò le rovine di Homesh, un insediamento israeliano distrutto nell'ambito del piano di disimpegno unilaterale israeliano da Gaza. Egli si espresse in favore della legittimità degli avamposti israeliani; inoltre partecipò ad un convegno del movimento estremista Manhigut Yehudit ("Guida Ebrea") all'interno del Likud, nel corso del quale condannò il piano di disimpegno, definendo il movimento anti-insediamenti Peace Now un "virus".
In seguito, dopo un colloquio con il primo ministro Netanyahu, ritrattò le proprie affermazioni dichiarando che egli:
(Moshe Ya'alon)

### Coinvolgimento americano nel processo di pace

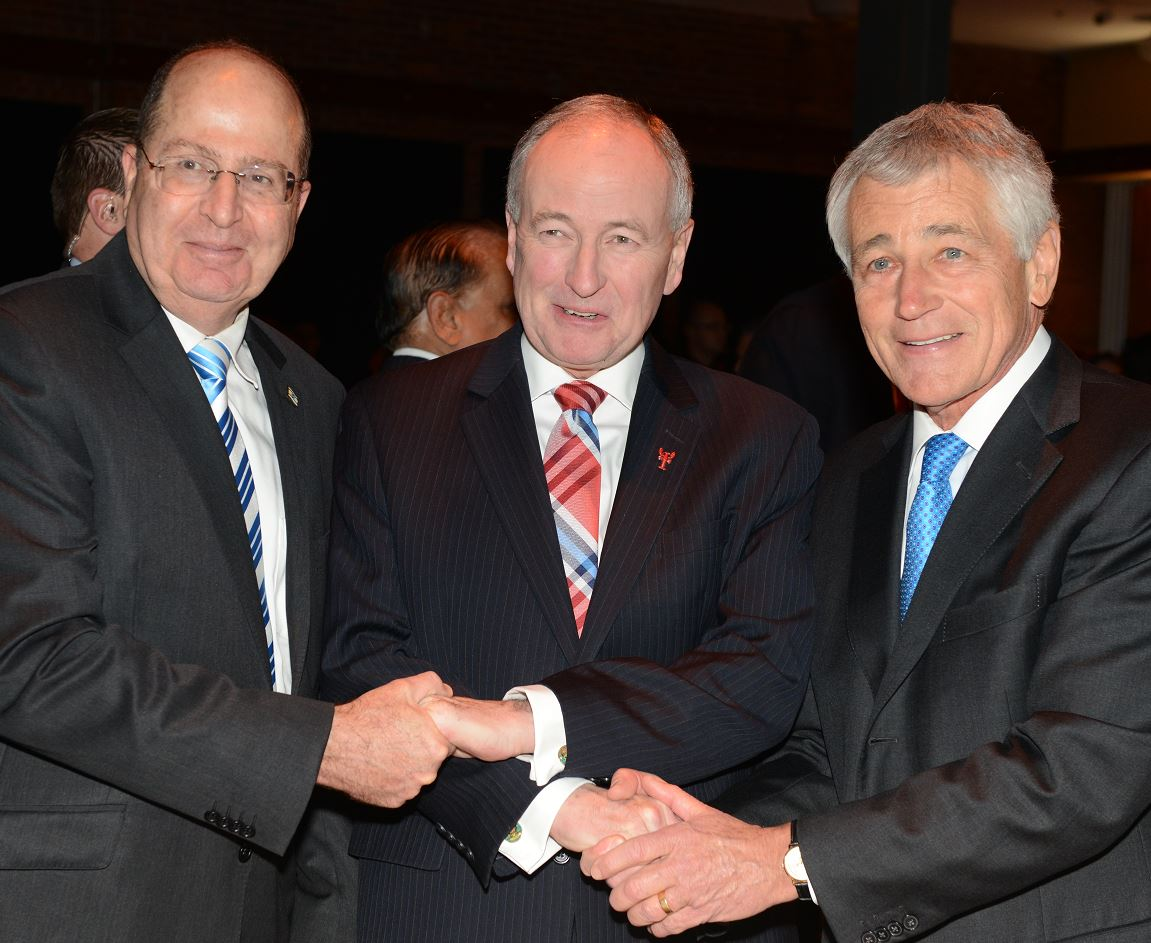
Ya'alon con il ministro della difesa nazionale canadese Rob Nicholson e il segretario della difesa degli Stati Uniti d'America Chuck Hagel, all'Halifax International Security Forum del 2013.

Nel gennaio del 2014 Ya'alon fu citato da un quotidiano israeliano, secondo il quale definiva il segretario di Stato degli Stati Uniti d'America John Kerry "ossessivo" e "messianico", affermando che
(Moshe Ya'alon)
Le frasi a lui attribuite, ma mai confermate, innescarono un incidente diplomatico con il Dipartimento di Stato degli Stati Uniti e suscitato le critiche dei membri del governo israeliano. Nell'ottobre del 2014, nel corso di una visita di Ya'alon negli Stati Uniti finalizzata ad un incontro con il suo omologo, il segretario della difesa Chuck Hagel, gli fu negato un incontro con il vicepresidente Joe Biden e con Kerry stesso.

### Autobus separati
Nell'ottobre del 2014 Ya'alon si espresse favorevolmente al divieto per i palestinesi di utilizzare gli autobus usati dai coloni ebrei. La motivazione addotta da Ya'alon includeva questioni di sicurezza pubblica. Alcuni portavoce delle IDF dichiararono che non sussisteva alcun problema di sicurezza, in quanto tutti i lavoratori palestinesi provenienti dalla Cisgiordania dovevano transitare attraverso posti di blocco. Ya'alon fu pesantemente criticato e la sua esternazione paragonata ad una forma di apartheid; il procuratore generale di Israele Yehuda Weinstein chiese a Ya'alon di motivare pubblicamente la sua decisione.
Il 19 maggio 2015 la direttiva di Ya'alon fu concretizzata con un programma sperimentale dell'amministrazione civile secondo il quale i lavoratori palestinesi diretti nel territorio di Israele sarebbero dovuti rientrare nella Cisgiordania attraverso lo stesso posto di blocco per il quale erano entrati e su autobus dedicati ai soli palestinesi. Già il giorno successivo alla proposta, tuttavia, il primo ministro Netanyahu annullò il provvedimento, preoccupato per le eventuali accuse di razzismo e ripercussioni sulla reputazione internazionale di Israele.

### Ripresa della costruzione degli insediamenti e critiche all'amministrazione Obama

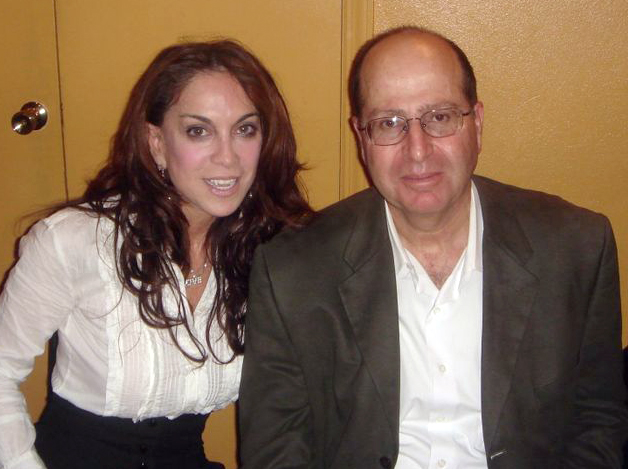
Ya'alon con l'attivista antislamista statunitense Pamela Geller.

Verso la fine del 2014, nel corso di un dibattito con coloni israeliani nella Cisgiordania nel quale gli veniva domandato il motivo del ritardo nella costruzione di nuovi insediamenti, Ya'alon rispose che il ritardo era momentaneo e la causa fosse da ricercare nell'amministrazione in carica negli Stati Uniti:
(Moshe Ya'alon)
Ya'alon tuttavia sosteneva che il supporto degli Stati Uniti fosse necessario per contrastare diversi procedimenti diplomatici alle Nazioni Unite, giudicati anti-israeliani.
I commenti trapelarono dall'incontro a porte chiuse e furono trasmessi dalla radio dell'esercito israeliano il giorno seguente. Le affermazioni ebbero subito risonanza internazionale, in un periodo in cui l'opinione pubblica israeliana considerava che i rapporti diplomatici con gli USA si fossero deteriorati per le scarse relazioni tra il governo di Netanyahu e l'amministrazione Obama. In risposta ai commenti di Ya'alon, la portavoce del Dipartimento di Stato degli Stati Uniti Jen Psaki affermò:
(Jen Psaki, conferenza stampa del 12 novembre 2014)

### Programma nucleare iraniano
In parecchie altre circostanze Ya'alon ebbe modo di esternare le proprie critiche nei confronti dell'amministrazione Obama. Il 17 marzo 2014, durante un discorso all'Università di Tel Aviv, affermò che gli Stati Uniti stessero mostrando debolezza nella politica mondiale e che Israele non dovesse confidare nel loro supporto nella questione del programma nucleare iraniano.
(Moshe Ya'alon, discorso del 17 marzo 2014)
Dopo l'ennesima richiesta di chiarimenti e scuse da parte dell'amministrazione americana, Ya'alon dichiarò che le sue frasi non intendevano criticare la politica estera statunitense o danneggiare i rapporti con l'alleato americano.